# クリス・チブナル
クリス・チブナル（Chris Chibnall、1970年 - ）は、イギリスのテレビドラマ脚本家・企画者兼プロデューサーであり、ITVの犯罪ミステリードラマ『ブロードチャーチ〜殺意の町〜』の制作と脚本を担当していることで知られる。BBCの長寿SFドラマ『ドクター・フー』のファンでもあり、先代の制作総指揮ラッセル・T・デイヴィスやスティーヴン・モファットの下で5本のエピソードを執筆し、そのスピンオフシリーズ『秘密情報部トーチウッド』のシリーズ2まで筆頭の脚本家であった。2016年、BBCはクリス・チブナルがスティーヴン・モファットの跡を継いで『ドクター・フー』の製作総指揮にシリーズ11から就任することを発表した。

## 来歴
フォームビーで育ち、トゥイッケナムのセントマリー大学でドラマを学び、シェフィールド大学で文学修士を取得。彼の初期のキャリアは Sky Sports のフロアマネージャーとサッカーの記録保管人としての仕事である。1996年から1999年に彼は映画製作会社 Complicite の管理者として勤務した。

## 舞台の執筆
チブナルは1988年にコンタクトシアターの Young Playwright's Festival の一部として短い演劇を執筆し、ローレンス・ティルがこれを監督した。大学で学びながら彼は "Victims" と "Now We Are Free" の2つの演劇を執筆し、これらはエディンバラ・フェスティバル・フリンジでエドワード・ルイスに監督されて上演された。1998年に彼はGRiPシアターカンパニーのライター・イン・レジデンスになり、上限時間に達する3本の舞台を執筆し、これには "Best Daze" や "Gaffer!" のほかに複数本の短い舞台も含まれる。チブナルのライター・イン・レジデンスとしての後継者はマシュー・ブロウトンである。"Gaffer!" は2004年にサウスワーク・プレイハウスでリバイバル上演された。
チブナルは1999年に Royal National Theatre Studio に所属した後、2000年に1年間 Soho Theatre に所属し、アビゲイル・モリスが監督した演劇 "Kiss Me Like You Mean It" を執筆した。このキャストにはキャサリン・マコーマックやジェイソン・ヒューズ、マーレーン・サイダウェイそしてハリー・トウブがいた。この演劇は Meyer-Whitworth Award の一次選考を通過し、後に世界中の様々な会場で上演され、2004年にはパリで3ヶ月間上演された。

## テレビの執筆
チブナルが初めて執筆したテレビの脚本はITVのCarltonテレビジョンが製作した、ジェームズ・ボランが演じるストーミン・ノーマンのモノローグであった。
2001年に彼は脚本家ナイジェル・マックレイに接近し、彼と共にドラマシリーズのフォーマットを作り、それが "Born and Bred" となった。キャストにはボラムとマイケル・フレンチがおり、本作はBBC One で2002年から2005年までの4年間放送された。チブナルはヘッドライターおよびコンサルタントプロデューサー（後に制作総指揮）として携わり、36時間分のエピソードのうち17時間分を執筆した。
チナブルは番組の制作者であるだけでなく、BBC One で放送された国際エミー賞を受賞した刑事ドラマ "Life on Mars"(2006-07) のシリーズ2までの脚本を執筆した唯一の脚本家である。彼は2007年に London Palladium でBAFTA視聴者賞を受賞した製作チームの一員であった。
2005年にチブナルは、BBC One で土曜夕方に放送される神話の魔術師マーリンを題材にしたファミリードラマの制作責任者となった。複数の脚本が書かれたが、BBCのドラマ長ジェーン・トランターは最終的にプロジェクトをお蔵入りにした。ドラマは後に『魔術師 MERLIN』(2008-12) として実現するが、チブナルは参加しなかった。
2007年にディック・ウルフと Kudos Film and Television が、チブナルをアメリカのドラマを原作としたITV1の "Law & Order: UK" の現場責任者に任命した。 彼はアメリカのシリーズの脚本に基づいた最初の13エピソードを執筆した。ITVは第2シーズンの13エピソードも依頼したが、チブナルは番組を去る決意を固め、他のプロジェクトの執筆に力を注いだ。
チブナルはStarzで放送されたアーサー王伝説に基づく大人向けドラマ『CAMELOT 〜禁断の王城〜』の製作総指揮も担い、ダブリン付近のアドモア・スタジオで収録された。番組は1シーズン後に中断されたが、執筆の優先度のために何があっても第2シリーズには参加しないとチブナルは再び主張した。
2013年12月にチブナルは二部作のドラマ "The Great Train Robbery" を執筆しており、これは1963年の同名の映画の物語をなぞったものである。奇しくも、ドラマの第１パートが公開されたのは列車強盗のロナルド・ビッグズが死亡したのと同じ日であった。
チブナルが製作総指揮を担うITVの探偵ドラマ『ブロードチャーチ〜殺意の町〜』にはデイヴィッド・テナントやオリヴィア・コールマンが出演している。架空の海辺の町ブロードチャーチでの少年の殺人事件をめぐるこの物語は、2013年3月に最初のエピソードが放送され、ジョディ・ウィテカーやアンドリュー・バカン、アーサー・ダーヴィル、ポーリーン・クァークおよびデイヴィッド・ブラッドレイが出演した。フィナーレで視聴者数は最高の900万人近くに達した。この人気のため第1シリーズの終わりには第2シリーズが告知され、2014年10月にロケが終了した。第2シリーズが放送された直後、ブロードチャーチが第3シリーズで戻ってくることが告知された。

### ドクター・フー

#### 製作総指揮着任まで
チブナルは長らく『ドクター・フー』のファンであり、1986年にBBCの討論番組 "Open Air" にドクター・フー評論会（Doctor Who Appreciation Society）の代表として登場し、同年の "The Trial of a Time Lord" 、特に "Terror of the Vervoids" のエピソードの質を批判した。
2005年にチブナルはSFドラマ『秘密情報部トーチウッド』のヘッドライター兼プロデューサーに就任した。このシリーズは『ドクター・フー』のスピンオフであり、BBC Threeが2006年10月に放送を開始し、イギリスにおけるスポーツ番組以外でのデジタルチャンネル放送の記録を塗り替えるほどの視聴者を獲得した。番組は2007年TV Quick Awards で "Best New Drama" を受賞し、2007年BAFTAウェールズ賞で "Best Drama Series" を受賞した。このシリーズはヒューゴー賞とサターン賞の両方にもノミネートされ受賞はしなかった。アメリカ合衆国ではBBCアメリカとHDNetが放送し、絶賛を受けた。チブナルは第1シリーズと第2シリーズで8エピソードを執筆し、これには両シーズンのフィナーレと第2シリーズの第1話が含まれている。
『秘密情報部トーチウッド』で執筆を担いながら、チブナルは2007年の『ドクター・フー』シリーズ3のエピソード「タイムリミット42」も執筆した。
彼は2010年のシーズンで『ドクター・フー』に復帰して二部作『ハングリーアース』『冷血」を執筆し、新シリーズにサイルリアンを導入した。また、チブナルは2012年にシリーズ7の第2話『恐竜たちの船』と第4話『キューブのパワー』、そしてミニエピソード "Pond Life" を執筆した。彼は他のミニエピソードとして "P.S. " を執筆したが、これは収録されず、最終的にストーリーのフォーマットがオンラインで公開された。

#### 製作総指揮着任後
2016年1月にBBCはクリス・チブナルが2018年からスティーヴン・モファットと交代して『ドクター・フー』の製作総指揮を担うことを公表した。これは新シリーズのシリーズ11にあたり、マット・ストレブンズが ブライアン・コックスの出演する科学番組 "An Adventure in Space and Time" の製作総指揮を務めた後、チブナルとともに製作総指揮に位置付けられた。新生ドクターが女性になるか否かの議論の際に彼は2017年2月に「禁止されていはいないが、キャスティングをギミックにしたくはない」と発言していた。後に2017年7月の告知でチブナルは「……ジョディ・ウィテカー、13代目ドクターへようこそ。私はいつも13代目ドクターには女性になって欲しかったし、我々の一番の選択であることを保証することに興奮を覚える」と述べた。
製作総指揮の最も最新の変更の際、チブナルは『戦場と二人のドクター』の最後の場面を執筆し、ウィテカーを初めて登場させた。同様の事例も過去にはあり、2010年新春スペシャル『時の終わり Part2』ではモファットがラッセル・T・デイヴィスと交替して最後の場面を執筆しており、マット・スミスが演じる11代目ドクターが初めて台詞を発言した。
BBCは、開局100周年を迎える2022年に放送される3本のスペシャルを製作した後にチブナルが『ドクター・フー』を降板すると報じた。2023年からはかつての製作総指揮であったラッセル・T・デイヴィスが復帰する予定。

## 作品
| 制作                                | 備考 | 放送局                 |
| ----------------------------------- | --- | ---------------------- |
| Life on Mars                        | - シリーズ1エピソード7 (2006) - シリーズ2エピソード2 (2007) | BBC One                |
| 秘密情報部トーチウッド              | - 「新メンバー」(2006) - 「戦いの傷跡」 (2006) - 「恐ろしき村」 (2006) - 「世界の終わり」 (2007) - 「キス・キス・バン・バン」 (2008) - 「消えた少年」 (2008) - 「序章」 (2008) - 「終局」 (2008) | BBC Two/BBC Three      |
| ドクター・フー                      | - 「タイムリミット42」 (2007) - 「ハングリー・アース」/「冷血」(2010) - Pond Life (2012) - 「恐竜たちの船」(2012) - 「キューブのパワー」 (2012) - "P.S." (2012) - 「新生ドクター、地球に落ちる」 (2018) - 「サバイバル・ラリー」 (2018) - 「世界が変わる日」（マーロリー・ブラックマンと共同執筆, 2018） - 「巨大グモの襲撃」 (2018) - 「暗闇の中の希望」 (2018) - 「創造主と復讐」 (2018) - 「終わらない悪夢と新たな旅」 (2019) - 「スパイフォール」 (2020) - 「ジュドゥーンの襲来」 (2020) - 「宇宙からの病原体」（Pete McTighe と共同執筆、2020） - 「悪魔の呼び声」（キャサリン・ジェームズと共同執筆、2020） - 「サイバーマンの再興」/「時を超えた子供たち」 (2020) - "Revolution of the Daleks" (2021) | BBC One/BBC Red Button |
| Law & Order: UK                     | - "Care" (2009) - "Vice" (2009) - "Unsafe" (2009) - "Paradise" (2009) - "Samaritan" (2010) - "Honour Bond" (2010) | ITV                    |
| United                              | - テレビ映画 (2011) | BBC Two                |
| ブロードチャーチ〜殺意の町〜        | 24エピソードを製作: - シリーズ1 (2013) - シリーズ2 (2015) - シリーズ3 (2017) | ITV                    |
| The Great Train Robbery             | - テレビ映画 (2013) | BBC One                |
| Ant & Dec's Saturday Night Takeaway | - "Who Shot Simon Cowell?" (2016) | ITV                    |